# Zuzana (armatohaubica)

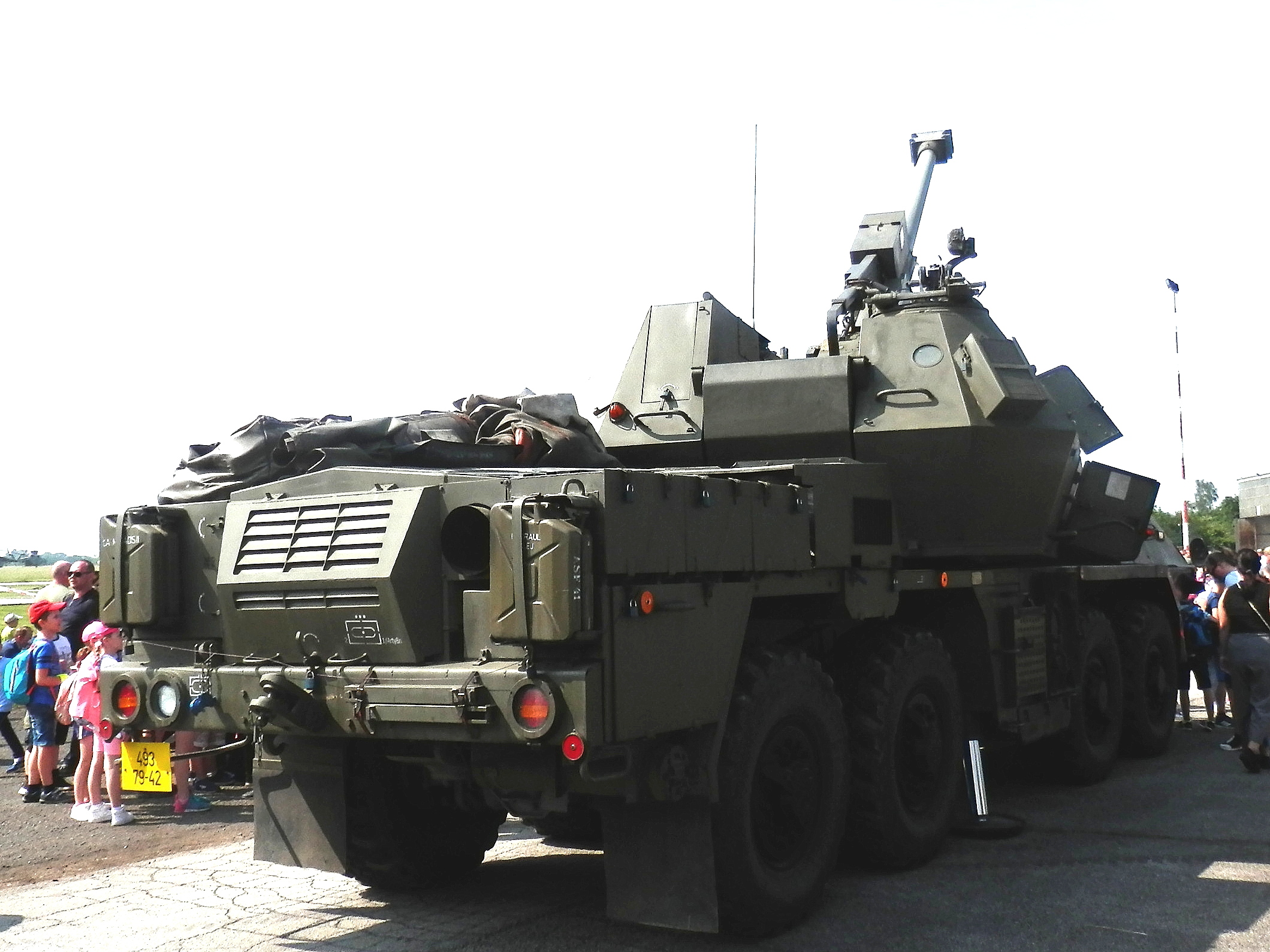
Zuzana 2, widok od tyłu

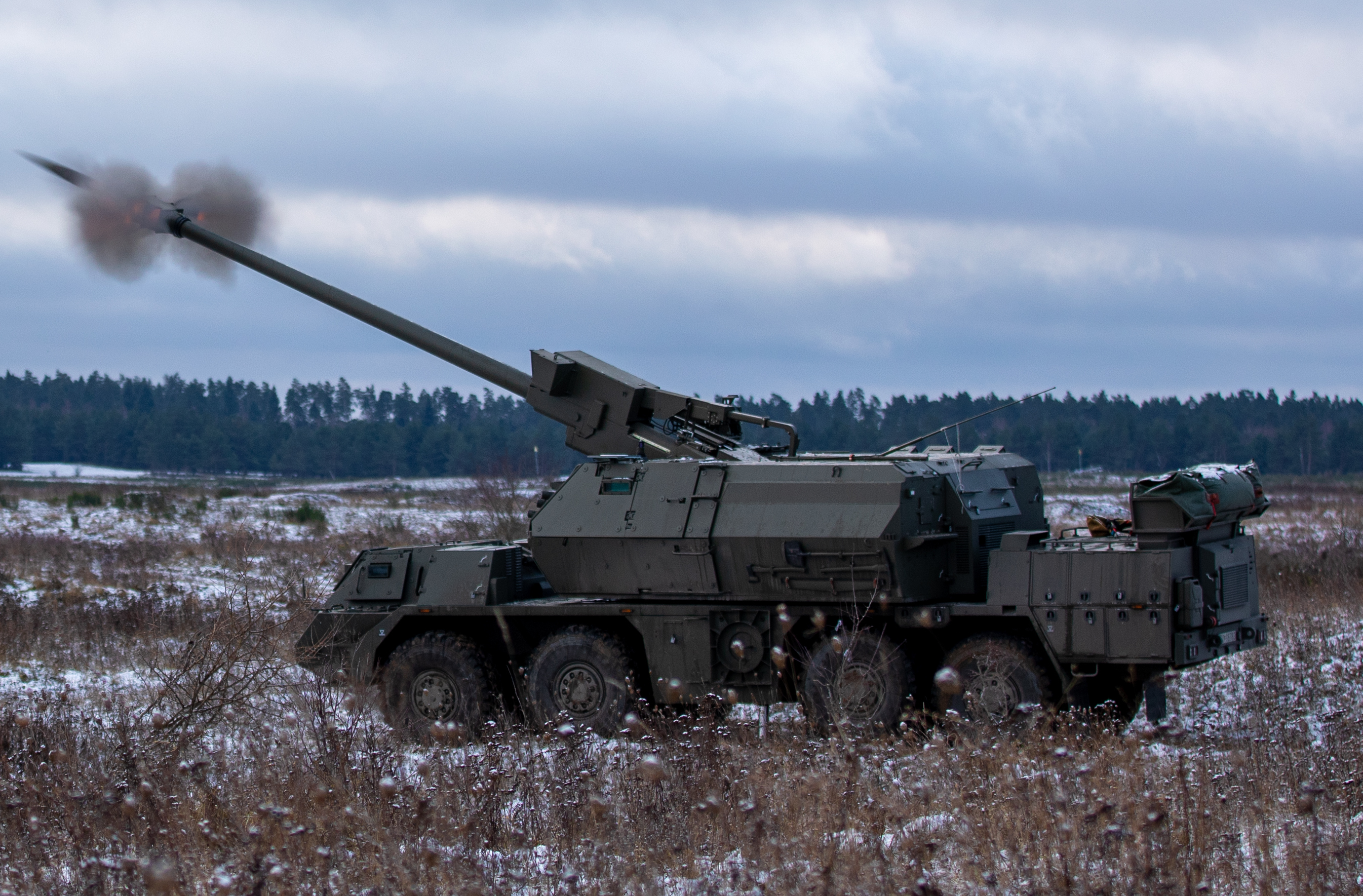
Zuzana 2 podczas strzelań na poligonie w Bemowie Piskim

Armatohaubica samobieżna wz. 2000 Zuzana (ShKH vz. 2000 Zuzana, słow. Samohybná Kanónová Húfnica vz. 2000 Zuzana) – słowacka armatohaubica samobieżna, stanowiąca lokalną wersję czechosłowackiej armatohaubicy Dana. Produkowana w dwóch odmianach – ShKH Zuzana oraz ShKH Zuzana 2.

## Historia
Haubicoarmata samobieżna wz. 2000 Zuzana powstała jako słowacka odmiana czechosłowackiej Dany. Pierwsza faza rozwoju słowackiego systemu artyleryjskiego, który otrzymał nazwę Zuzana rozpoczęła się w 1992 roku i trwała do 1995 roku. Głównie prace skupiały się wówczas na opracowaniu armaty w standardzie NATO, wynoszącym 155 mm. Długość lufy wynosić miała 45 kalibrów. W 1997 roku nowo opracowana Zuzana przeszła pozytywnie testy wojskowe i w 1998 roku pierwsze egzemplarze zostały wprowadzone do służby w słowackich wojsk lądowych. Łącznie wyprodukowano 16 haubic samobieżnych wz. 2000 Zuzana dla Słowacji oraz 12 dla Grecji, które ostatecznie zostały przekazane Cyprowi.
W 2013 roku podczas Międzynarodowych Targów Obronności i Technik Ochrony IDET po raz pierwszy zaprezentowano nową wersję armatohaubicy, oznaczoną jako Zuzana 2. System osadzono na nowym podwoziu oraz wyposażono w nowe działo. Producentem wersji jest spółka Konštrukta-Defence. W 2018 roku słowacki rząd zatwierdził zakup 25 kołowych haubic samobieżnych Zuzana 2 za łączną kwotę 175 mln euro. W lipcu 2021 roku dostarczono pierwsze egzemplarze.

## Konstrukcja

### Zuzana
Zuzana stanowi rozwinięcie czechosłowackiej armatohaubicy Dana. Osadzona jest na tym samym podwoziu co oryginał. Napęd stanowi silnik wysokoprężny z turbodoładowaniem Tatra T3-939-52 o mocy 361 KM. Załoga składa się z 4 osób – kierowcy, który zajmuje przednią kabinę oraz dowódcy, celowniczego i ładowniczego, którzy zajmują stanowisko w obrotowej wieży. Jej główne uzbrojenie stanowi armatohaubica kalibru 155 mm o długości lufy 45 kalibrów. Ładowanie odbywa się za pośrednictwem automatu ładowania. Jednostka ognia wynosi 40 pocisków oraz 40 ładunków miotających. Do prowadzenia ognia, tak samo jak w starszej wersji, wieża obracać się może do 60° w  stosunku do osi wzdłużnej. Kąt podniesienia lufy wynosi od -3,5° do +70°. Szybkostrzelność wynosi między 5 a 6 wystrzałów/min. Maksymalna donośność ognia wynosi 39 kilometrów. Do samoobrony służy zamontowany w wieży wielkokalibrowy karabin maszynowy NSWT kal. 12,7 mm.

### Zuzana 2
Zuzana 2 to głęboko zmodernizowana wersja podstawowej Zuzany. Osadzona jest na zmodyfikowanym podwoziu kołowym, opartym na ciężarówce Tatra 815 VP w układzie napędowym 8×8. Długość systemu wynosi 14,2 m, szerokość 3,02 m a wysokość 3,52 m. Masa bojowa całego systemu artyleryjskiego wynosi 32,4 tony. W przedniej części znajduje się kabina kierowcy, za nią przedział napędowy z 8-cylindrowym silnikiem wysokoprężnym z turbodoładowaniem Tatra T-3B-928.70 o mocy 442 KM i sprzężoną z nim skrzynią biegów Tatra 10 TS 180. Maksymalna prędkość wynosi 80 km/h w promieniu 600 km.  Zuzana 2 jest w stanie pokonywać pionową przeszkodę o wysokości 0,6 m oraz wykop o długości 2 m. Dodatkowo haubica ta dysponuje możliwością pokonywania wzniesień o nachyleniu 60% oraz możliwością brodzenia do 1,4 m. W centralnej części kadłuba ulokowana jest obrotowa wieża z nowym działem kal. 155 mm, w której znajduje się trzech członków załogi – dowódca, celowniczy, ładowniczy. Osłona kadłuba oraz wieży zapewnia ochronę przed ostrzałem z broni strzeleckiej kalibru 12,7 mm i odłamkami pocisków artyleryjskich.
Główne uzbrojenie stanowi haubicoarmata w kalibrze NATO-wskim 155 mm. Długość lufy wynosi 52 kalibry. Ulokowana jest w obrotowej wieży, która obraca się w zakresie 360°. Jednak do prowadzenia ognia, tak samo jak w starszej wersji, wieża obracać się może do 60° w  stosunku do osi wzdłużnej. Kąty elewacji lufy wynoszą od -3,3° do +70°. Ładowanie odbywa się za pośrednictwem automatu ładowania. Jednostka ognia wynosi 40 sztuk amunicji. 30 naboi znajduje się bezpośrednio w automacie, zaś pozostałe w specjalnym magazynie amunicji. Szybkostrzelność systemu wynosi od 2 wystrzałów/min w trybie ładowania ręcznego do 5 wystrzałów/min przy użyciu automatu ładowania. Maksymalna donośność prowadzonego ognia wynosi 41 km przy użyciu amunicji o wydłużonym zasięgu (gazogeneratorem), minimalny zaś to 5 km. Do samoobrony służy zamontowany w wieży wielkokalibrowy karabin maszynowy kal. 12,7 mm.
Standardowo haubica wyposażona jest w system kierowania ogniem z komputerem balistycznym, celownik do prowadzenia ognia na wprost oraz systemy nawigacji. Dodatkowo wozy dysponują układem klimatyzacji, centralnym systemem pompowania opon oraz układem ochrony przed bronią masowego rażenia. W pobliżu lufy zamontowany jest także radar prędkości wylotowej pocisku.

### A-40 Himalaya
Prototyp z pierwszej połowy lat 90. obejmujący posadowienie zmodyfikowanej wieży systemu z działem 155 mm na podwoziu czołgu T-72. Uczestniczył m.in. w konkursie na haubicę samobieżną dla Indii oraz Polski (w którym zwyciężyła AHS Krab).

### Diana
Prototyp z 2015 roku na polskim podwoziu UPG-NG, zaprezentowany na Międzynarodowym Salonie Przemysłu Obronnego w Kielcach we wrześniu tego roku. Uzbrojony w armatohaubicę kalibru 155 mm L/52 w wieży pochodnej z haubicy Zuzana 2. Zapas amunicji wynosi 51 pocisków i 60 ładunków miotających, w tym 40 w automacie ładowania, lecz miejsce w kadłubie pozwala na pomieszczenie łącznie 80 kompletów. Masa wynosi 50 t, długość 11,76 m, szerokość 3,48 m, wysokość 3,69 m.

## Użytkownicy

### Obecni
- Słowacja – 16 haubic wz 2000 Zuzana w służbie od 1999 roku. W 2018 roku zamówiono 25 haubic Zuzana 2. Dostawy rozpoczęły się w 2021 roku[9].
- Cypr –  12 haubic wz 2000 Zuzana[10].
- Ukraina – 1 czerwca 2022 roku Ukraina zakupiła 8 haubic Zuzana 2 w związku z inwazją Rosji na Ukrainę, z czego pierwsze 4 dostarczono w sierpniu 2022[11].